# Harald Pichler
Harald „Harry“ Pichler (* 18. Juni 1987 in Klagenfurt am Wörthersee) ist ein österreichischer Fußballspieler. Er kann in der Abwehr sowie im defensiven Mittelfeld eingesetzt werden und gilt daher als Defensiv-Allrounder.

## Karriere
Harry Pichler begann seine Karriere in seiner Geburtsstadt Klagenfurt beim FC Kärnten, bei dem er alle Jugendmannschaften ab der U-6 durchspielte. 2006 wechselte er zum Kärntner Landesligisten SV Feldkirchen. Dort blieb sein Talent nicht lange verborgen, und so verpflichteten ihn die Red Bull Juniors Salzburg, mit denen er auf Anhieb den Aufstieg in die Erste Liga schaffte. Aufgrund einer Liga-Reform mussten die Juniors 2010 wieder in die Regionalliga West absteigen. Nach diesem Zwangsabstieg wechselte Pichler im Sommer 2010 zum Bundesliga-Aufsteiger FC Wacker Innsbruck, bei dem er sich von Beginn an durchsetzte und zum Stammspieler wurde.
Zur Saison 2011/12 wechselte Pichler nach Wien zum SK Rapid. Er unterschrieb einen Vertrag bis 2013 plus Option. Im Winter 2014 unterschrieb er einen Vertrag beim oberösterreichischen Bundesligisten SV Ried bis Ende der Spielzeit 2014/15. Nachdem sein Vertrag bei den Innviertlern nicht verlängert worden war, sicherte sich der SV Grödig die Dienste des Innenverteidigers. Bei den Salzburgern unterschrieb Pichler einen Vertrag über zwei Jahre.
Nachdem sich Grödig aus dem Profifußball zurückgezogen hatte, kehrte er im Sommer 2016 zum Zweitligisten FC Wacker Innsbruck zurück, wo er einen bis Juni 2018 gültigen Vertrag erhielt.
Nach dem Aufstieg in die Bundesliga verließ er die Innsbrucker nach der Saison 2017/18 und wechselte zum viertklassigen Klagenfurter AC.

## Erfolge
- Meister in der Regionalliga West: 2007
- Teilnahme an der U-19-EM 2006 in Polen (3. Platz)